# Artroscopia
La artroscopia es un tipo de endoscopia. Consiste en la visualización de una articulación, como puede ser la rodilla, con el fin de observar el menisco y el resto de su anatomía interna. Esto se logra con el uso de un artroscopio, un instrumento parecido al endoscopio, de menor longitud, y adaptado de cierta forma para ser más utilizable en una articulación. Existen dos formas de artroscopia: la terapéutica y la diagnostica.

## Historia

### Primeros pasos
En 1910 Hans Christian Jacobaeus (1879-1937), médico internista sueco, realizó un procedimiento laparoscópico en 17 pacientes con propósito diagnóstico. Georg Kelling (1866–1945) de Dresde había desarrollado 9 años antes un instrumento muy similar, el coelioscopio, para experimentos en animales. Jacobaeus estaba muy interesado en la patología torácica y abdominal. En ese período junto con la empresa Georg Wolf de Berlín se desarrolló el laparoscopio con el fin de examinar la rodilla, presentándolo en el 41.er Congreso de la Sociedad de Cirugía Alemana en Berlín. En el resumen de su presentación se cita este procedimiento como "artroscopia" por primera vez. De todos modos no existe ningún indicio de la intención de ser usado clínicamente, ni como medio diagnóstico ni terapéutico.
En 1912 el danés Severin Nordentoft presentó en la Sociedad Alemana de cirugía el primer trabajo de "visión de una cavidad articular valiéndose de un instrumento óptico". La motivación en aquel momento era tratar articulaciones afectadas por la tuberculosis y la sífilis. En 1918 el japonés Kenji Takagi (1888–1963) realizó la primera artroscopia en rodilla de cadáver con un cistoscopio llamado Charriere n.º 22. Durante 1922 evaluó los efectos de la tuberculosis en las articulaciones, examinando las etapas tempranas de la artritis y obteniendo muestras por biopsia para realizar los diagnósticos. En 1919 siguió los mismos pasos el suizo Eugen Bircher. Presentó sus resultados sobre 20 rodillas en las que destacó el hallazgo de 9 lesiones meniscales, con una falta de correlación entre los hallazgos artroscópicos y las imágenes radiográficas. De 1921 a 1926 publicó los casos de más de 60 pacientes considerados los primeros en detallar la artroscopia de rodilla.
El propio Takagi, que había realizado su primera intervención con un artroscopio de 7,3 mm de diámetro, fue desarrollando diferentes modificaciones cada vez más pequeñas del cistoscopio inicial. En 1931 desarrolló el artroscopio n.º 1 con 3,5 mm de diámetro, del cual se han desarrollado los artroscopios actuales. Takagi desarrolló los artroscopios del n.º 1 al n.º 12, con diferentes angulaciones e instrumental quirúrgico suficientemente pequeño para poder realizar biopsias articulares, y su primera publicación data de 1932. Con ellos visualiza la rodilla, hombro, tobillo y la columna y a partir de 1936 empieza a recoger imágenes del interior de las articulaciones.
A pesar de que sus primeras publicaciones fueron a partir de 1921, fue en 1919 cuando Eugen Bircher realizó sus primeros procedimientos artroscópicos, utilizando un laparoscopio abdominal como el de Nordentoft. Esta técnica que denominó "artroendoscopia" no la relacionó con los trabajos de Nordentorft, a pesar de coincidir en el congreso anual de cirugía de Berlín. Bircher utilizaba esta técnica de forma sistemática antes de realizar una artrotomía, llenando con gas (oxígeno o nitrógeno) para diagnosticar y posteriormente tratarlo de forma abierta. A partir de 1930 abandonó la artroendoscopia, después de unos 60 procedimientos y pasó a realizar artrografías con aire, mejorando el sistema posteriormente con medios de contraste.
Michael Burman era un cirujano residente de Nueva York que tras realizar estudios en su centro con un instrumento diseñado para él, realiza una estancia en Europa con una beca de viaje que le lleva a contactar con el Dr. Georg Schmorl en Dresde, Alemania en 1931. Tras su contacto con las técnicas artroscópicas ese mismo año, en otoño de 1931 publica el artículo, "La artroscopia o la visualización directa de las articulaciones" en el Journal of Bone and Joint Surgery (JBJS) donde relata la posibilidad de explorar la mayor parte de articulaciones y además presenta una serie de 20 ilustraciones, acuarelas de colores realizadas por la artista médica de Instituto de Dresde, Frieda Erfurt que fueron las primeras imágenes publicadas de hallazgos artroscópicos.
La llegada de la II Guerra Mundial paralizó toda la evolución de las técnicas quirúrgicas artroscópicas a nivel mundial.

### Llegada de la época moderna
Siguiendo la estela del profesor Kenji Takagi uno de sus discípulos, Masaki Watanabe (1911-1995), desarrolló la técnica artroscópica hasta convertirse en el "padre de la artroscopia moderna".
Watanabe participó en la Segunda Guerra Mundial como oficial de inteligencia y tras finalizar el conflicto bélico se licenció del ejército y reanudó sus actividades en medicina. El impulso que tuvo Japón tras la guerra en el desarrollo de la óptica y la electrónica fue aprovechado por Watanabe, que continuó la evolución de los artroscopios de Takagi. Después de la guerra la tasa de casos con tuberculosis descendió, pero un gran número de pacientes aparecían en relación con accidentes de tráfico, laborales y deportivos. El primer caso de un ser vivo que operó fue el tobillo de un caballo con una lesión condral, perteneciente a la sociedad ecuestre. En 1954 desarrolló los artroscopios n.º 13 y n.º 14. Este último incorporaba una fuente de luz suplementaria, que permitió la obtención de fotografías en color del interior de la articulación de la rodilla por primera vez en la historia. El 9 de marzo de 1955 realizó la exéresis de un tumor de rodilla, un tumor de células gigantes que pudo grabar y se considera la primera grabación de una artroscopia. En 1957 presentó dicha película del interior de una rodilla realizado en el transcurso de una artroscopia de rodilla en el Congreso anual de la Société Internationale de Chirurgie Orthopédique et de Traumatologie (SICOT), celebrado en Barcelona.
Este trabajo no tuvo demasiada repercusión en el resto de asistentes, ni tampoco con los siguientes viajes que realizó por Europa incluyendo Gran Bretaña y en Estados Unidos en Los Ángeles, Filadelfia, la Clínica Mayo en Rochester e incluso en Nueva York donde coincidió con Burman.
A pesar del revés que supuso el escaso éxito a nivel internacional Watanabe a su regreso a Japón siguió trabajando en sus artroscopios. De esta forma desarrolló los artroscopios n.º 15, 16, 17, 18, 19 y 20. En 1958 desarrolló el artroscopio que es el embrión de los actuales artroscopios y motivo por el que Watanabe se considera el padre de la artroscopia moderna. El artroscopio n.º 21 tenía una vaina de 6 mm pero poseía un campo de visión de 101° y una profundidad de campo de 1 mm al infinito, similar al ojo humano. En colaboración a la empresa Tsusan Kaisha Kamiya se inició la producción de este artroscopio de forma industrial. Hasta la fecha las ópticas eran pulidas a mano por un artesano llamado Tsunekichi Fukuyo. Durante varios años, el artroscopio n.º 21 fue utilizado tanto por Watanabe como por más cirujanos pero ciertas limitaciones no dejaron que se expandiera de forma global. Pérdidas de luz por cortocircuitos de forma ocasional y la rotura de la bombilla dentro de la cavidad de la rodilla dificultaban su uso más generalizado.
En los años siguientes se sucedieron diversas evoluciones que mejoraban los problemas del n.º 21. En 1967 el artroscopio n.º 22 incorporaba un sistema de luz de fibra óptica ("luz fría"), que mejoraba la iluminación de la rodilla. El n.º 25 presentaba un sistema de fibra óptica ultrafina de 2 mm que mejoraba la visión a través de la óptica, siendo el último que desarrolló.
Watanabe no sólo se considera "el padre de la artroscopia moderna" por el desarrollo de los artroscopios. Paralelamente expandió el concepto quirúrgico de "triangulación", esencial para este tipo de cirugía. Además realizó cirugías por vía artroscópica que no se realizaron en el resto del mundo hasta años después. El 9 de marzo de 1955 realizó el primer procedimiento quirúrgico bajo control artroscópico: La extirpación de un tumor de células gigantes de una rodilla. En 1961 extrajo un cuerpo libre y el 4 de mayo de 1962 realizó la primera meniscectomía parcial bajo control artroscópico de la historia. Se trató de un joven de 17 años que jugando al baloncesto y tras una rotación de la rodilla sufrió una rotura meniscal. Watanabe realizó una resección del flap meniscal, volviendo a su domicilio el mismo día y reincorporándose al baloncesto a las 6 semanas. En esta cirugía le acompañaron los que serían sus sucesores en la historia de la artroscopia, los doctores Sakae Takeda e Hiroshi Ikeuchi. Incluso publicó en 1957 el primer atlas artroscópico en inglés ilustrado por un artista llamado Fujihashi. Su segunda edición en 1969, fue ilustrado por fotografías a todo color del interior de la rodilla.

### Expansión mundial
Robert W. Jackson era un traumatólogo canadiense formado en el Toronto General Hospital en 1956, en el Massachusetts General Hospital en Boston, en Royal National Orthopedic Hospital en Londres y en el Bristol Royal Infirmary de Inglaterra. Pero en 1964 como miembro del equipo Olímpico que acudió a los JJOO de Tokio, tras conocer los trabajos de Watanabe pudo visitarle e iniciar un cambio para la cirugía deportiva de proporciones enormes. Watanabe era un desconocido incluso para una parte de sus colegas en Japón y no había conseguido llamar la atención de la comunidad internacional. Con una beca de estudios para el cultivo celular ofrecida por la Universidad de Toronto, para realizar en la Universidad de Tokio, su director en Toronto, el Dr. Ian Macnab le comentó los documentos de artroscopia de rodilla que Watanabe presentó en la SICOT de Barcelona en 1957. Estos trabajos sí crearon expectación en Jackson, que durante su estancia en Tokio contactó con Watanabe, siendo el primer cirujano extranjero que recibía el Hospital Teishin Tokio y a cambio de unas clases de inglés recibió de la mano directa de Watanabe todo el conocimiento sobre artroscopia que le pudo ofrecer en clases de dos días a la semana durante 6 meses. A su vuelta a Canadá convenció a sus superiores para comprar uno de los artroscopios n.º 21 de Watanabe por 675 dólares (actualmente unos 5000 euros). A su vuelta a Toronto Jackson utilizó el artroscopio en 25 casos durante el año 1965 ayudado por el Dr. Isao Abe. Los primeros meses fue objeto de duras críticas por sus colegas de profesión y con frecuencia puesto en ridículo. En diversas ocasiones Jackson tuvo que enviar su artroscopio a Tokio para repararlo por una inadecuada esterilización de forma inadvertida. A pesar de un progreso lento en 1966 ya realizó 70 operaciones y desde entonces se disparó el número de casos. Jackson junto con Abe presentaron sus trabajos en la Orthopaedic Research and Education Foundation en Atlanta y en la Association of Academic Surgeons en Toronto. También presentaron sus trabajos en la Asociación Americana de Cirujanos Ortopédicos (American Academy of Orthopaedic Surgeons) en 1970. Publicaron su experiencia de los primeros 200 casos con diversidad de patologías de rodilla con buenos resultados en 179 de ellos (89,5%).
Jackson promovió el desarrollo que Watanabe le había proporcionado y los buenos resultados que podía obtener con esta técnica. En EE. UU. el Dr. Richard "Dick" O'Connor (1933-1980), cirujano un tanto excéntrico visitó durante los años 1971 y 1972 a Watanabe en Tokio para aprender las técnicas de artroscopia. Se dio la paradoja que observó un gran número de médicos con lesión meniscal que le buscaban para que les realizara esta técnica menos invasiva. Fue él quien realizó la primera artroscopia con meniscectomía en territorio de EE. UU. en 1974. Junto a la Richard Wolf Company de Chicago desarrollaron numeroso instrumental de recorte meniscal y junto a Hiroshi Ikeuchi, discípulo de Watanabe popularizaron no solamente la meniscectomía sino la preservación del mismo a través de la sutura meniscal. La publicación de una serie de 21 casos con descripción de lesiones meniscales y del ligamento cruzado anterior puso en la palestra estas lesiones. De todos modos en 1971 el Dr. S. Ward Casscells (1915-1996), que había visto publicado el trabajo de Watanabe contactó con él por carta y fue a ver las cirugías de Jackson en Toronto, siendo el primer cirujano en utilizar el artroscopio n.º 21 en EE. UU., publicando ese año su experiencia en 150 pacientes.
En 1976 con la colaboración de Dyonics Corporation, el Dr. Lanny Johnson desarrolló dispositivos de corte motorizados y aportando grandes avances en cirugía de hombro con reparaciones del manguito rotador.
Durante 1972 el Dr. John Joice III organizó el primer curso de artroscopia en la Universidad de Pensilvania. En 1974 se repite dicho curso y se fundó la Asociación Internacional de Artroscopia. En 1982 se creó la Asociación de Artroscopia de América del Norte (AANA) cuyo objetivo era la promoción, la educación y la práctica de la cirugía artroscópica, siendo en la actualidad una de las asociaciones más importantes de la especialidad en todo el mundo.

### En España
En España, tras el paso de Watanabe en 1957 por el congreso anual de la SICOT, donde expuso la primera película de una artroscopia de rodilla los traumatólogos como en el resto del mundo no siguieron sus pasos. No así los reumatólogos, que desde 1970 los Drs. J. Marqués, P. Barceló y G. Gómez Martínez del Centro Nacional de la Lucha contra las Enfermedades Reumáticas de Barcelona utilizaron dicho procedimiento para tomar biopsias de las rodillas de sus pacientes. En 1970 y a raíz de su experiencia publicaron el libro La artroscopia en castellano.
El 6 de febrero de 1982 se creó la Asociación Española de Artroscopia (AEA), promovido por los Dres. José García Cugat, Luis Munuera y Ramón Cugat Bertomeu tras sus contactos y viajes al Massachusetts General Hospital, con el Dr. Bertram Zarins, Jefe de la Unidad de Medicina Deportiva del Hosptial General de Massachusetts, Harvard University en Boston (EE. UU.). Los objetivos de dicha organización fueron enseñar artroscopia a toda España, celebrar un congreso anual y editar una revista propia. El primer Congreso de la AEA fue el 8 y 9 de junio de 1982 en Barcelona.

### A nivel Mundial
Pero el verdadero boom ocurrió en la década de 1990, con la aparición de cámaras cada vez más pequeñas y de la fibra óptica. Otro avance importante de finales del siglo veinte fue la aparición de la radiofrecuencia, un instrumental especial que realiza cortes precisos.
La artroscopia es una técnica quirúrgica inventada en Japón y llevada a Europa por el Dr. Henri Dorfmann. La artroscopia permite ver la articulación, efectuar extirpaciones o realizar pequeñas cirugías. Se practica a menudo bajo anestesia regional, locorregional o general ya que para realizar una artroscopia es necesario hacer una o dos pequeñas incisiones. Una sirve para introducir el artroscopio y el otro para los instrumentos, aspirar o iluminar la articulación. La artroscopía consiste en introducir en una articulación un pequeño tubo rígido, el artroscopio, conectado a una cámara que va a permitir al cirujano visualizar la región intraarticular en un monitor. El cirujano hace otras incisiones para introducir los miniinstrumentos que va a utilizar: pinzas, tijeras y fresas. Entre las operaciones corrientes se puede seccionar el menisco o retirarlo, reforzar ligamentos lesionados, reorganizar el cartílago dañado o eliminar un cuerpo extraño. La intervención es rápida y el paciente se recupera rápidamente después de veinticuatro horas de inmovilización.

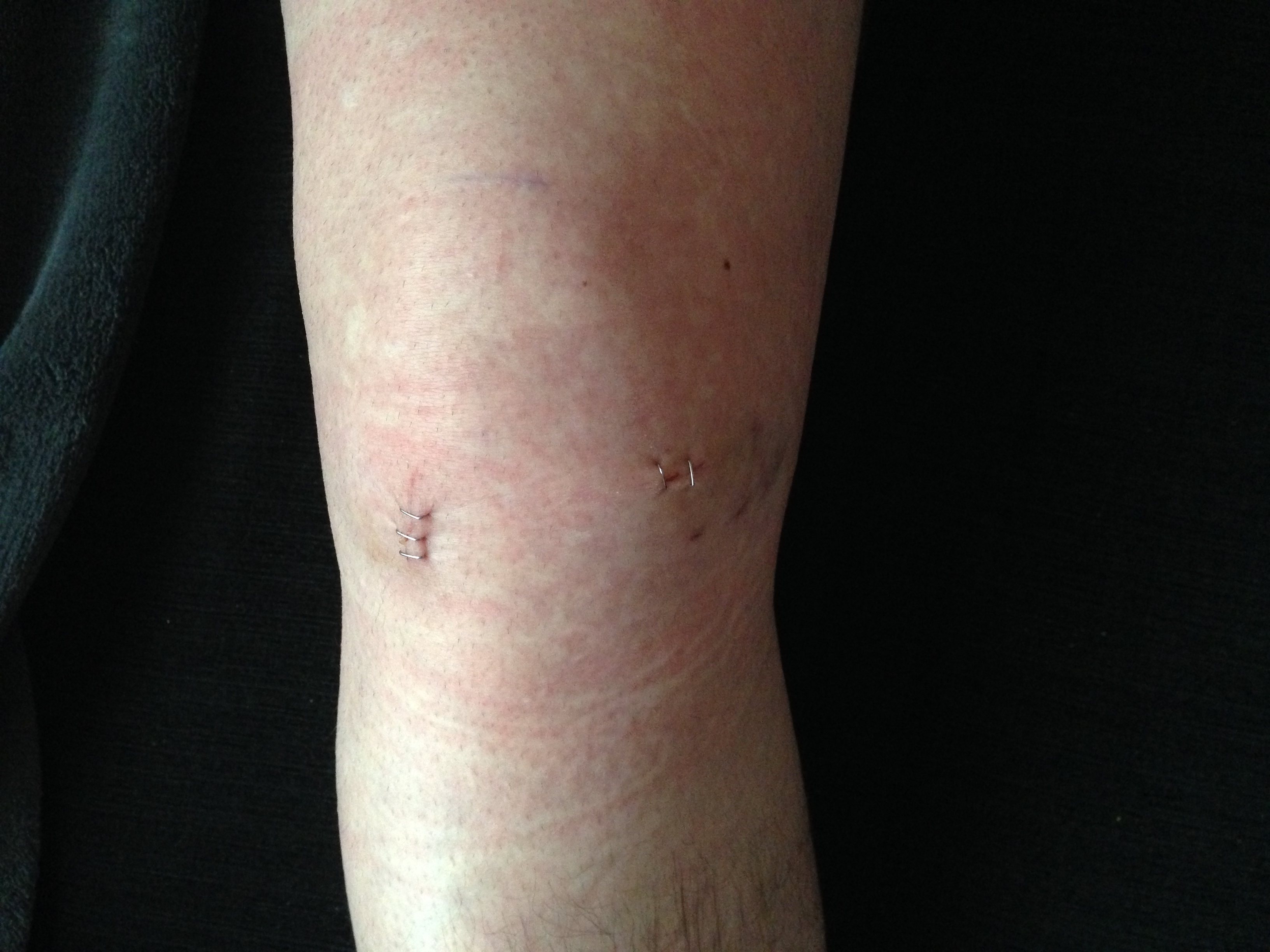
Cicatrices artroscopia de rodilla

El artroscopio puede ser equipado con distintas herramientas, de tal forma que sin necesidad de una operación invasiva se puedan realizar correcciones en la articulación.
En la terapéutica el artroscopio es implementado con instrumentos y la finalidad de la intervención es hacer sanar o tratar una articulación. En la diagnóstica el artroscopio no está equipado con más que la cámara básica y la finalidad de la intervención es hacer un diagnóstico, revisar el área u observar la zona para futuras operaciones del tipo invasivo.
El uso de la artroscopia está delimitado a cirugías de la especialidad de Traumatología y Cirugía Ortopédica, siendo las principales intervenciones en las que se hace uso de esta técnica mínimamente invasiva las siguientes:
- Cirugía artroscópica de menisco
- Cirugía de reconstrucción de ligamentos cruzados por artroscopia
- Artroscopia de cadera
- Artroscopia de hombro

## La artroscopia en la actualidad
En los últimos años los avances tecnológicos en materia de alta definición de los monitores y cámaras, así como la generalización de las tecnologías de imagen 3D han permitido a los cirujanos optimizar la precisión de esta técnica así como reducir los riesgos gracias a la mejora en la calidad de la imagen y a la percepción de profundidad que proporciona la tecnología 3D.[cita requerida]